# Craugastor vulcani
Craugastor vulcani is een kikker uit de familie Craugastoridae. De soort werd voor het eerst wetenschappelijk beschreven door Frederick A. Shannon & John E. Werler in 1955. Oorspronkelijk werd de wetenschappelijke naam Eleutherodactylus vulcani gebruikt.
De soort komt voor in delen van Midden-Amerika en leeft endemisch in het gebergte Sierra de los Tuxtlas in een deelstaat van Mexico namelijk Veracruz. De kikker is bekend van een enkele locatie op een hoogte van 400 tot 1200 meter boven zeeniveau. Craugastor vulcani wordt bedreigd door het verlies van habitat.